# Opharus momis
Opharus momis är en fjärilsart som beskrevs av Dyar 1912. Opharus momis ingår i släktet Opharus och familjen björnspinnare. Inga underarter finns listade i Catalogue of Life.